# 岩見蘭始

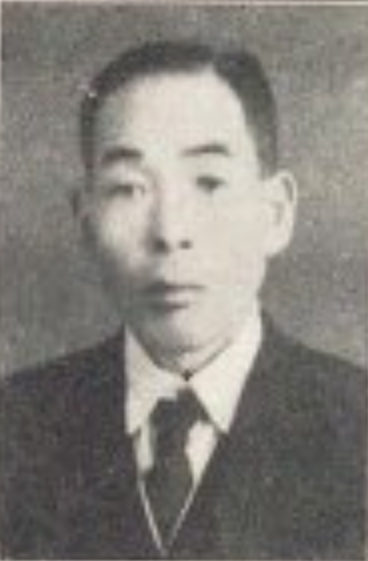
岩見蘭始

岩見 蘭始（いわみ らんし、1893年（明治26年）12月 - 1970年（昭和45年）1月10日）は、大正から昭和時代の政治家、実業家。貴族院多額納税者議員。

## 経歴
福岡県出身。1923年（大正12年）以降、製材業を営む。ほか、日本赤十字社特別社員を務めた。1946年（昭和21年）福岡県多額納税者として貴族院議員に互選され、同年4月1日から1947年（昭和22年）5月2日の貴族院廃止まで在任した。